# Straning-Grafenberg
Straning-Grafenberg est une commune autrichienne du district de Horn en Basse-Autriche.